# Nicolas Guiot
Pour les articles homonymes, voir Guiot.
Nicolas Guiot est un producteur de cinéma et réalisateur belge né en 1978 à Charleroi.

## Biographie
Après des études de philosophie à l’université de Liège et de cinéma à l’université libre de Bruxelles, Nicolas Guiot a travaillé comme régisseur et directeur de production.
Tout en se consacrant à la production, il a réalisé un court métrage, Le Cri du homard, récompensé en 2013 par le César du meilleur court métrage et, la même année, par le Magritte du meilleur court métrage.

## Filmographie

### Réalisateur
- 2012 : Le Cri du homard